# USS Growler (SS-215)
Pour les autres navires du même nom, voir USS Growler.
L'USS Growler (SS-215) est un sous-marin de classe Gato en service dans l'United States Navy pendant la Seconde Guerre mondiale.
Sa quille est posée le 10 février 1941 au chantier naval Electric Boat de Groton, dans le Connecticut. Il est lancé le 2 novembre 1941, parrainé par Mme Lucile E. Ghormley (épouse du vice-amiral Robert L. Ghormley) ; et mis en service le 20 mars 1942 sous le commandement du lieutenant commander Howard W. Gilmore (en).

## Historique

### Première patrouille (juin – juillet 1942)
Sa première patrouille de guerre débute le 29 juin 1942, appareillant de Pearl Harbor pour opérer dans les eaux de l'Alaska. Le 5 juillet 1942, il torpille et coule le destroyer japonais Arare et endommage les destroyers japonais Kasumi et Shiranuhi au large de Kiska, dans les Aléoutiennes. Il retourne à Pearl Harbor le 17 juillet.

### Deuxième patrouille (août – septembre 1942)
Le 5 août, le submersible entame sa deuxième patrouille de guerre, opérant dans la région de Taïwan à partir du 21 août. Deux jours plus tard, immergé, il mène une attaque de nuit contre un cargo, faisant surface pour le poursuivre lorsque les deux torpilles n'ont pas explosé. La prompte fuite du cargo dans des eaux peu profondes empêche le Growler d'attaquer. Le 25 août, il tire trois torpilles contre un cargo, sans succès. Essuyant 53 attaques de grenades sous-marines pendant près de trois heures, le sous-marin fait surface lorsqu'il repère un convoi. Malgré deux heures de manœuvres pour tenter d'attaquer le convoi, il coule la canonnière indépendante Senyo Maru. Trois jours, plus tard, il navigue vers l'est et le 31, torpille et coule le navire marchand japonais Eifuku Maru dans le détroit de Formose. Le 4 septembre, il envoie par le fond le ravitailleur japonais Kashino à environ cinquante milles nautiques au nord-est de Keelung ; trois jours plus tard, il torpille à deux reprises le cargo Taika Maru qui se brise en deux et coule en deux minutes. Le 15 septembre, après avoir ratissé sa zone de patrouille, le Growler rejoint Pearl Harbor le 30 septembre.

### Troisième patrouille (octobre – décembre 1942)
Lors d'un petit carénage, un nouveau radar de surface est installé, ainsi qu'un canon de 20 mm. Le Growler rejoint la zone des îles Salomon qui est, durant la campagne de Guadalcanal, continuellement surveillée par les avions ennemis. Le submersible localise huit navires ennemis avec aucune chance d'attaque. Le Growler quitte la zone le 3 décembre et rejoint Brisbane, en Australie, le 10 décembre.

### Quatrième patrouille (janvier – février 1943)
Le jour du Nouvel An de 1943, le Growler appareille de Brisbane pour ce qui s'avérera être l'une des actions les plus courageuses de l'histoire navale. Entrant dans sa zone de patrouille par les voies de navigation Truk-Rabaul le 11 janvier, cinq jours suffisent avant d'apercevoir un premier convoi ennemi. Manœuvrant à l'intérieur des sillages des navires d'escorte, le Growler tire deux torpilles. Il coule le navire à passagers et cargo Chifuku Maru, à environ dix milles nautiques au nord de l'île de Waton.
Le 7 février 1943, pendant une attaque de nuit, le Growler est endommagé par l'éperonnage accidentel du navire japonais Hayasaki (percuté à 17 nœuds) et par des tirs du même navire à environ soixante-dix milles marins au nord-ouest de Rabaul. Au cours de cette action, le commandant du Growler, le commander Howard W. Gilmore (en), est mortellement blessé, deux autres sous-mariniers sont tués et deux autres blessés. Gilmore, se sachant perdu et ne voulant en aucun cas mettre la vie de ses hommes en danger, se sacrifie en restant sur le pont à la mitrailleuse pendant qu'il ordonne de plonger. Pour son courage, il reçut la Medal of Honor à titre posthume.
Gravement endommagé, toujours sous contrôle, le Growler retourne à Brisbane sous le commandement du lieutenant-commander A. F. Schade ; accostant le 17 février pour y effectuer des réparations importantes.

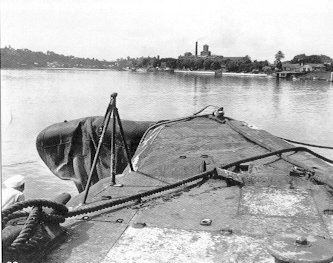
Proue endommagé du Growler après l'attaque qui coûta la vie au commandant et à deux hommes d'équipage.

### Cinquième, sixième et septième patrouilles
Ses trois patrouilles suivantes dans la région de Bismarck-Solomon se déroulèrent relativement sans incident. La large couverture aérienne ennemie et le manque de cibles l'obligea à rentrer au port bredouille, à l'exception de la cinquième patrouille, au cours de laquelle il coule le transport Miyadono Maru. La septième patrouille fut gâchée par des pannes de batterie et de générateurs. En novembre, le submersible rejoint Bayview, en Californie, pour une révision et un réaménagement complet.

### Huitième patrouille (février - avril 1944)
De retour dans le Pacifique le 21 février 1944, le Growler quitta Pearl Harbor et, après avoir fait le plein aux Midway, se dirigea vers sa zone de patrouille, retardé par un cyclone tropical. Face au temps violent en haute mer, l'utilisation du périscope s'avère impossible, et le Growler rejoint Majuro le 16 avril.

### Neuvième patrouille (mai - juillet 1944)
Le sous-marin appareille de Majuro le 14 mai pour effectuer une patrouille dans la zone des îles Mariannes, des Philippines orientales et de Luçon, où les premières phases de l'attaque des îles Mariannes et de la bataille de la mer des Philippines débutent. Le submersible forme un groupe de combat (wolfpack) avec les sous-marins USS Bang et USS Seahorse. Il torpille et coule le transport Katori Maru dans le détroit de Luçon le 29 juin 1944.

### Dixième patrouille (août - septembre 1944)

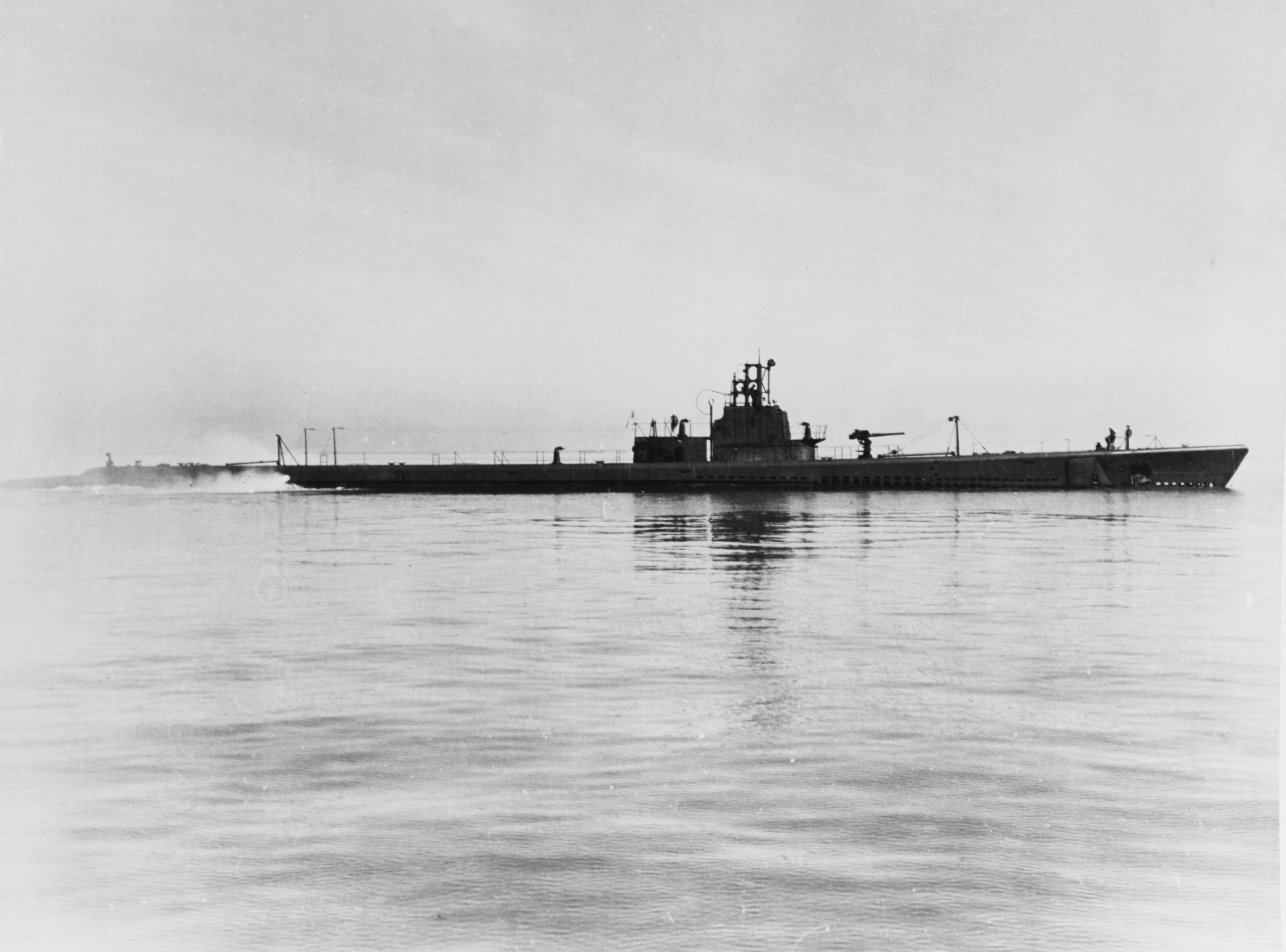
Le Growler en mai 1943.

Sa 10e patrouille débute le 11 août au départ de Pearl Harbor. Il forme un nouveau wolfpack, surnommé « Ben's Busters » composé des sous-marins USS Sealion et USS Pampanito, sous le commandement du commander T.B. ("Ben") Oakley. Le groupe se dirige dans la région du détroit de Formose. Malgré une action nocturne conjointe contre un convoi le 31 août, aucun naufrage ne fut signalé. Deux semaines plus tard, le 12 septembre, le groupe localise et attaque un autre convoi ennemi. Au cours de l'affrontement contre l'escorte, le destroyer Shikinami est coulé à environ 240 milles marins au sud de Hong Kong ainsi que la frégate japonaise Hirado, à environ 250 milles marins à l'est de l'île de Hainan. Lorsque le groupe revient à Fremantle le 26 septembre, six navires ennemis leur sont crédités. Le Growler avait coulé le destroyer et la frégate ; les Sealion et Pampanito deux navires marchands chacun. Les sous-marins avaient également sauvé plus de 150 prisonniers alliés présents à bord de l'un des navires torpillés. Cette opération s'était avérée difficile en raison d'une mer agitée causée par un typhon approchant.

### Onzième patrouille (octobre - novembre 1944)
Sa 11e et dernière patrouille de guerre commença à Fremantle le 20 octobre 1944, formant un wolfpack avec les sous-marins USS Hake et USS Hardhead. Le 8 novembre, le groupe se positionna pour attaquer un convoi, l'ordre d'attaque sera la dernière communication émise par le Growler. Après l'attaque, les Hake et Hardhead entendirent ce qui ressemblait à une explosion de torpille, puis une série d'attaque de charges de profondeur à proximité du Growler, avant un grand silence. Pendant trois jours, les sous-marins tentèrent sans succès de le contacter. Il fut déclaré perdu dans l'action contre l'ennemi, de cause inconnue. Peut-être a-t-il été coulé par l'une de ses propres torpilles, mais il est probable qu'il fut coulé par les escortes du convoi, le destroyer Shigure et les navires de défense côtiers Chiburi et CD-19.

## Décorations
Le Growler a reçu huit Service star pour son service pendant la Seconde Guerre mondiale.

## Dans la culture populaire
Le Growler est l'un des plusieurs sous-marins (avec les USS Tang, Bowfin, Spadefish, et Seawolf) dont les patrouilles de guerre peuvent être reconstituées dans le jeu Silent Service de MicroProse en 1985 et dans les différents ports du jeu, dont le système de divertissement Konami, sortie sous la Nintendo Entertainment System.